# Трубица (приток Керести)
Трубица — река в России, протекает по Новгородскому и Чудовскому районам Новгородской области. Устье реки находится в 59 км по правому берегу реки Кересть. Длина реки составляет 26 км, площадь водосборного бассейна 213 км².
У истоков реки стоят населённые пункты Тёсово-Нетыльского сельского поселения: Пятилипы, Чауни, Глухая Кересть, Гузи.

## Данные водного реестра
По данным государственного водного реестра России относится к Балтийскому бассейновому округу, водохозяйственный участок реки — Волхов, речной подбассейн реки — Волхов. Относится к речному бассейну реки Нева (включая бассейны рек Онежского и Ладожского озера).
Код объекта в государственном водном реестре — 01040200612102000018851.